# Крецештій-де-Сус
Крецештій-де-Сус (рум. Crețeștii de Sus) — село в Румунії, в повіті Васлуй. Входить до складу комуни Крецешть.
Село розташоване на відстані 285 км на північний схід від Бухареста, 19 км на схід від Васлуя, 64 км на південний схід від Ясс, 135 км на північ від Галаца.

## Населення
За даними перепису населення 2002 року у селі проживали 745 осіб, усі — румуни. Усі жителі села рідною мовою назвали румунську.